# Akropotamiá (ort i Grekland, Epirus)
Akropotamiá är en ort i Grekland.   Den ligger i prefekturen Nomós Ártas och regionen Epirus, i den centrala delen av landet, 260 km nordväst om huvudstaden Aten. Akropotamiá ligger 7 meter över havet och antalet invånare är 637.
Terrängen runt Akropotamiá är platt åt sydväst, men åt nordost är den kuperad. Runt Akropotamiá är det ganska tätbefolkat, med 67 invånare per kvadratkilometer. Närmaste större samhälle är Arta, 8,0 km norr om Akropotamiá. Omgivningarna runt Akropotamiá är en mosaik av jordbruksmark och naturlig växtlighet.